# AWA

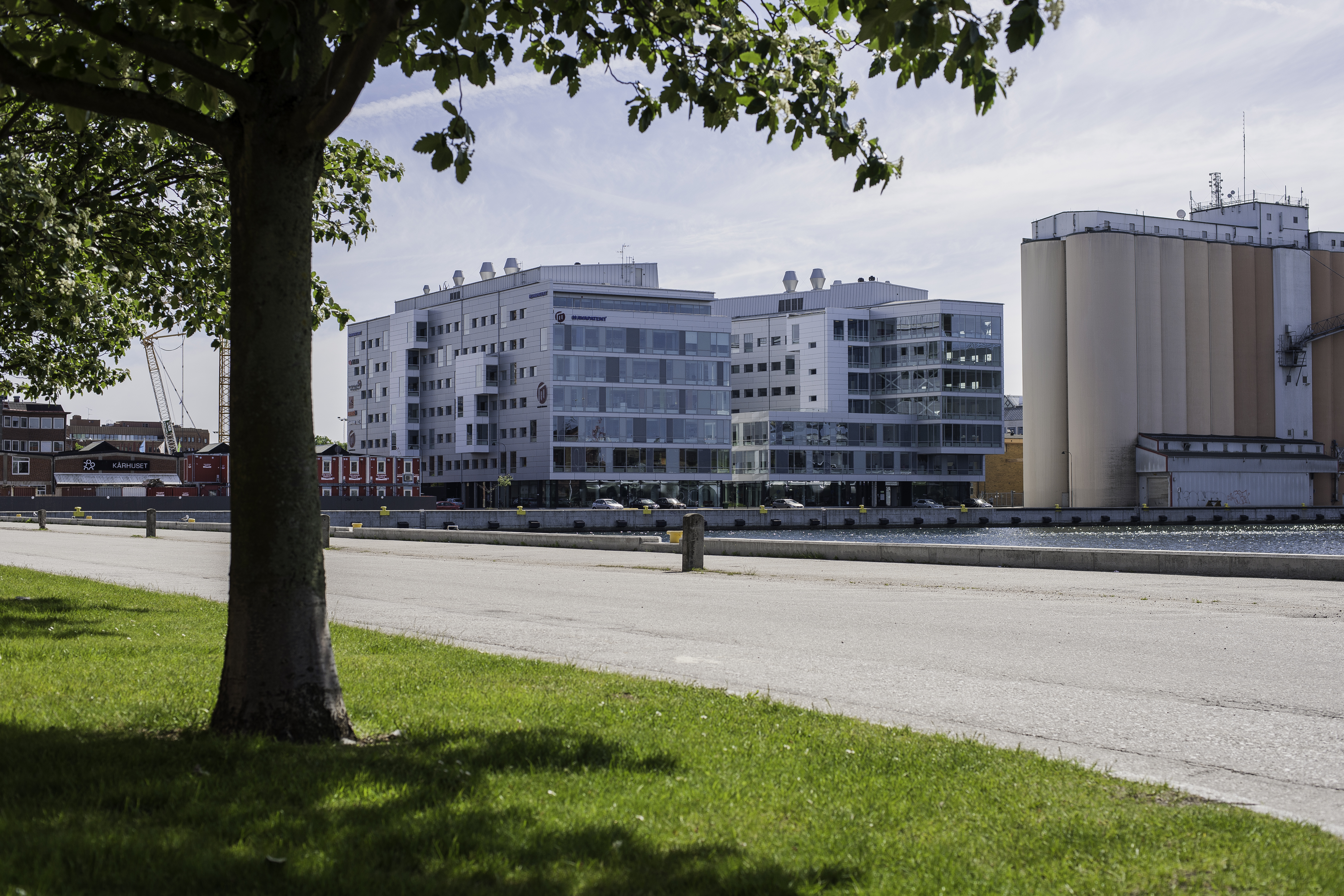
AWA:s huvudkontor, Matrosgatan 1, Malmö, Sverige

AWA är ett konsultföretag inom immaterialrätt med verksamhet i Europa och Asien, och med huvudkontor i Malmö.
AWA grundades i Sverige 1897 under namnet Patentbyrån A W Anderson sedermera Awapatent. Efter en namnändring i maj 2018, går företaget numera under namnet AWA. I dag (2024) har AWA drygt 400 medarbetare på 20 kontor i Sverige, Danmark, Belgien, Norge, Schweiz, Hong Kong och Kina. Sedan 2023 är Sidsel Hauge företagets VD. År 2022 var omsättningen 1 026 miljoner kronor. Systerbolag i samma koncern, AWA Holding, är AWA Asia.
I juni 2018 blev det klart att AWA köper domännamnsbolaget Dotkeeper. 
I juni 2019 blev det klart att Pronovem blev en del av AWA. 
AWA är medarbetarägt och i dagsläget är 55% av cheferna kvinnor. 